# Carlo De Vincentiis
Carolo Antonio Di Vincenzo, bekannt als Carlo De Vincentiis und Acquaviva (* 1. Mai 1622 in Acquaviva delle Fonti; † nach 1677) war ein italienischer Violinist.
Er wurde in Acquaviva delle Fonti von Donato und Livia Cassotta geboren. Er war einer der bedeutendsten neapolitanischen Geiger des siebzehnten Jahrhunderts und Lehrer von Pietro Marchitelli ab 1657. Von seinem 1626 geborenen Bruder Cola Francesco Di Vincenzo stammt heute der Musikwissenschaftler Giovanni Tribuzio (1985) ab.